# 1858 Lobachevskij
Lobachevskij (asteroide 1858) é um asteroide da cintura principal, a 2,4834378 UA. Possui uma excentricidade de 0,0797379 e um período orbital de 1 619,21 dias (4,44 anos).
Lobachevskij tem uma velocidade orbital média de 18,13100459 km/s e uma inclinação de 1,662º.
Este asteroide foi descoberto em 18 de Agosto de 1972 por Lyudmila Zhuravlyova.
Seu nome é uma homenagem ao matemático russo Nikolai Lobachevsky.